# Salim Diakité
Pour les articles homonymes, voir Diakité.
Salim Diakité, né le 3 juin 2000 aux Mureaux, est un footballeur international malien jouant au poste d'arrière droit au Palerme FC.

## Biographie

### Carrière en club
Préformé à l'OFC Les Mureaux, Salim Diakité rejoint le FC Mantois en août 2015 alors que celui-ci connaît une période difficile à la suite de la décision de la municipalité FN de Mantes-la-Ville de réduire de 80 % les subventions qu'elle lui accorde,. 

### Carrière internationale
De double nationalité franco-malienne, Salim Diakité ambitionne de jouer pour l'équipe du Mali.

## Statistiques
| Saison                | Club                         | Championnat           | Championnat | Championnat | Championnat | Coupe nationale | Coupe nationale | Coupe nationale | Coupe de la Ligue | Coupe de la Ligue | Coupe de la Ligue | Total | Total | Total |
| Saison                | Club                         | Division              | M.          | B.          | P.d.        | M.              | B.              | P.d.            | M.                | B.                | P.d.              | M.    | B.    | P.d.  |
| 2018-2019             | FC Mantois                   | National 2            | 1           | 0           | 0           | -               | -               | -               | -                 | -                 | -                 | 1     | 0     | 0     |
| Sous-total            | Sous-total                   | Sous-total            | 1           | 0           | 0           | -               | -               | -               | -                 | -                 | -                 | 1     | 0     | 0     |
| 2019-2020             | Olympia Agnonese (en) (prêt) | Serie D               | 24          | 1           | 1           | -               | -               | -               | 1                 | 0                 | 0                 | 25    | 1     | 1     |
| Sous-total            | Sous-total                   | Sous-total            | 24          | 1           | 1           | -               | -               | -               | 1                 | 0                 | 0                 | 25    | 1     | 1     |
| 2020-2021             | SS Teramo Calcio             | Serie C               | 26          | 0           | 1           | 2               | 0               | 0               | -                 | -                 | -                 | 28    | 0     | 1     |
| Sous-total            | Sous-total                   | Sous-total            | 26          | 0           | 1           | 2               | 0               | 0               | -                 | -                 | -                 | 28    | 0     | 1     |
| 2021-2022             | Ternana Calcio               | Serie B               | 19          | 0           | 0           | 1               | 0               | 0               | -                 | -                 | -                 | 20    | 0     | 0     |
| 2022-2023             | Ternana Calcio               | Serie B               | 32          | 1           | 0           | -               | -               | -               | -                 | -                 | -                 | 32    | 1     | 0     |
| 2023-2024             | Ternana Calcio               | Serie B               | 19          | 3           | 2           | 1               | 0               | 0               | -                 | -                 | -                 | 20    | 3     | 2     |
| Sous-total            | Sous-total                   | Sous-total            | 70          | 4           | 2           | 2               | 0               | 0               | -                 | -                 | -                 | 72    | 4     | 2     |
| 2023-2024             | Palerme FC                   | Serie B               | 18          | 3           | 1           | -               | -               | -               | -                 | -                 | -                 | 18    | 3     | 1     |
| Sous-total            | Sous-total                   | Sous-total            | 18          | 3           | 1           | -               | -               | -               | -                 | -                 | -                 | 18    | 3     | 1     |
| Total sur la carrière | Total sur la carrière        | Total sur la carrière | 139         | 8           | 5           | 4               | 0               | 0               | 1                 | 0                 | 0                 | 144   | 8     | 5     |